# Onthophagus neostenocerus
Onthophagus neostenocerus är en skalbaggsart som beskrevs av Goidanich 1926. Onthophagus neostenocerus ingår i släktet Onthophagus och familjen bladhorningar. Inga underarter finns listade i Catalogue of Life.